# 100 meter ryggsim för damer i simning vid olympiska sommarspelen 2016
Damernas 100 meter ryggsim vid olympiska sommarspelen 2016 avgjordes 7–8 augusti 2016 i Estádio Aquático Olímpico.

## Resultat

### Försöksheat
| Placering | Heat | Bana | Namn                    | Nationalitet             | Tid     | Noteringar |
| --------- | ---- | ---- | ----------------------- | ------------------------ | ------- | ---------- |
| 1         | 4    | 3    | Kathleen Baker          | USA                      | 58.84   | Q          |
| 2         | 5    | 4    | Emily Seebohm           | Australien               | 58.99   | Q          |
| 3         | 5    | 3    | Kylie Masse             | Kanada                   | 59.07   | Q          |
| 4         | 4    | 4    | Mie Nielsen             | Danmark                  | 59.13   | Q          |
| 4         | 5    | 5    | Katinka Hosszú          | Ungern                   | 59.13   | Q          |
| 6         | 3    | 5    | Olivia Smoliga          | USA                      | 59.60   | Q          |
| 7         | 4    | 6    | Georgia Davies          | Storbritannien           | 59.86   | Q          |
| 8         | 3    | 4    | Madison Wilson          | Australien               | 59.92   | Q          |
| 9         | 4    | 5    | Fu Yuanhui              | Kina                     | 1:00.02 | Q          |
| 10        | 3    | 3    | Anastasia Fesikova      | Ryssland                 | 1:00.04 | Q          |
| 11        | 3    | 2    | Kirsty Coventry         | Zimbabwe                 | 1:00.13 | Q          |
| 12        | 5    | 2    | Dominique Bouchard      | Kanada                   | 1:00.18 | Q          |
| 13        | 4    | 8    | Matea Samardžić         | Kroatien                 | 1:00.46 | Q          |
| 14        | 4    | 2    | Wang Xueer              | Kina                     | 1:00.59 | Q          |
| 15        | 4    | 1    | Duane da Rocha          | Spanien                  | 1:00.87 | Q          |
| 16        | 3    | 7    | Eygló Ósk Gústafsdóttir | Island                   | 1:00.89 | Q          |
| 17        | 3    | 8    | Simona Baumrtová        | Tjeckien                 | 1:01.08 |            |
| 18        | 5    | 1    | Kira Toussaint          | Nederländerna            | 1:01.17 |            |
| 19        | 2    | 5    | Claudia Lau             | Hongkong                 | 1:01.27 |            |
| 20        | 5    | 8    | Yekaterina Rudenko      | Kazakstan                | 1:01.28 |            |
| 21        | 2    | 4    | Alicja Tchórz           | Polen                    | 1:01.31 |            |
| 22        | 4    | 7    | Katarína Listopadová    | Slovakien                | 1:01.43 |            |
| 23        | 3    | 6    | Daria Ustinova          | Ryssland                 | 1:01.45 |            |
| 24        | 3    | 1    | Mimosa Jallow           | Finland                  | 1:01.58 |            |
| 25        | 5    | 6    | Etiene Medeiros         | Brasilien                | 1:01.70 |            |
| 26        | 5    | 7    | Natsumi Sakai           | Japan                    | 1:01.74 |            |
| 27        | 2    | 3    | Alexus Laird            | Seychellerna             | 1:03.33 |            |
| 28        | 2    | 2    | Kimiko Raheem           | Sri Lanka                | 1:04.21 |            |
| 29        | 2    | 6    | Lara Butler             | Caymanöarna              | 1:04.98 | 0NR0       |
| 30        | 2    | 1    | Caylee Watson           | Amerikanska Jungfruöarna | 1:07.19 | 0NR0       |
| 31        | 1    | 4    | Gaurika Singh           | Nepal                    | 1:08.45 |            |
| 32        | 1    | 5    | Evelina Afoa            | Samoa                    | 1:08.74 |            |
| 33        | 2    | 7    | Talisa Lanoe            | Kenya                    | 1:10.02 |            |
| 34        | 1    | 3    | Rita Zeqiri             | Kosovo                   | 1:12.31 | 0NR0       |

### Semifinaler

#### Semifinal 1
| Placering | Bana | Namn                    | Nationalitet | Tid     | Noteringar |
| --------- | ---- | ----------------------- | ------------ | ------- | ---------- |
| 1         | 6    | Madison Wilson          | Australien   | 59.03   | Q          |
| 2         | 5    | Mie Nielsen             | Danmark      | 59.18   | Q          |
| 3         | 4    | Emily Seebohm           | Australien   | 59.32   | Q          |
| 4         | 3    | Olivia Smoliga          | USA          | 59.35   | Q          |
| 5         | 2    | Anastasia Fesikova      | Ryssland     | 59.68   |            |
| 6         | 7    | Dominique Bouchard      | Kanada       | 1:00.54 |            |
| 7         | 8    | Eygló Ósk Gústafsdóttir | Island       | 1:00.65 |            |
| 8         | 1    | Wang Xueer              | Kina         | 1:01.44 |            |

#### Semifinal 2
| Placering | Bana | Namn            | Nationalitet   | Tid     | Noteringar |
| --------- | ---- | --------------- | -------------- | ------- | ---------- |
| 1         | 4    | Kathleen Baker  | USA            | 58.84   | Q          |
| 2         | 3    | Katinka Hosszú  | Ungern         | 58.94   | Q          |
| 3         | 2    | Fu Yuanhui      | Kina           | 58.95   | Q          |
| 4         | 5    | Kylie Masse     | Kanada         | 59.06   | Q, 0NR0    |
| 5         | 6    | Georgia Davies  | Storbritannien | 59.85   |            |
| 6         | 7    | Kirsty Coventry | Zimbabwe       | 1:00.26 |            |
| 7         | 1    | Matea Samardžić | Kroatien       | 1:00.60 |            |
| 8         | 8    | Duane da Rocha  | Spanien        | 1:00.85 |            |

### Final
| Placering | Bana | Namn           | Nationalitet | Tid   | Noteringar |
| --------- | ---- | -------------- | ------------ | ----- | ---------- |
| 1         | 5    | Katinka Hosszú | Ungern       | 58.45 | 0NR0       |
| 2         | 4    | Kathleen Baker | USA          | 58.75 |            |
| 3         | 2    | Kylie Masse    | Kanada       | 58.76 | 0NR0       |
| 3         | 3    | Fu Yuanhui     | Kina         | 58.76 | 0NR0       |
| 5         | 7    | Mie Nielsen    | Danmark      | 58.80 |            |
| 6         | 8    | Olivia Smoliga | USA          | 58.95 |            |
| 7         | 1    | Emily Seebohm  | Australien   | 59.19 |            |
| 8         | 6    | Madison Wilson | Australien   | 59.23 |            |